# Elisabeth-Schiemann-Kolleg
Das Elisabeth-Schiemann-Kolleg ist eine im Jahr 2012 gegründete Initiative der Max-Planck-Gesellschaft (MPG) zur Förderung herausragender Nachwuchswissenschaftlerinnen in den Natur- und Ingenieurwissenschaften. Die Namenspatronin Elisabeth Schiemann war eine der ersten Wissenschaftlerinnen, die zum Wissenschaftlichen Mitglied der MPG ernannt wurde, und erlangte nicht nur durch ihre wissenschaftlichen Leistungen, sondern auch durch ihre Widerstandshaltung gegenüber dem Nationalsozialismus internationale Bekanntheit.

## Aufnahmeverfahren
Als Nachwuchswissenschaftlerinnen besitzen die Schiemann-Kollegiatinnen einen Doktorgrad in den Natur- oder Ingenieurwissenschaften. Sie befinden sich am Ende ihrer Postdoc-Zeit oder sind Gruppenleiterin, haben aber noch keine permanente wissenschaftliche Anstellung. Die Kollegiatinnen werden einmal pro Jahr für einen Zeitraum von fünf Jahren berufen. Eine unbefristete Beschäftigung führt vorab zum Ausscheiden. Nominierungsberechtigt sind Hochschullehrer und Hochschullehrerinnen sowie Forschungsdirektoren und Forschungsdirektorinnen im In- und Ausland. Die Auswahl erfolgt durch eine Kommission aus Schiemann-Mitgliedern. Herausragendes Auswahlkriterium ist die wissenschaftliche Exzellenz der nominierten Kandidatinnen.

## Funktionsweise
Im Rahmen des Schiemann-Kollegs finden regelmäßige Zusammenkünfte der Kollegiatinnen mit einem Mentorenkreis aus Max-Planck-Direktoren statt. Neben dem wissenschaftlichen Austausch steht dabei vor allem die Vorbereitung auf eine wissenschaftliche Karriere im Vordergrund.
Mehrere Alumnae des Schiemann-Kollegs wurden bereits auf Professuren berufen:
- Aránzazu del Campo, Leibniz-Institut für Neue Materialien und Universität Saarbrücken[2]
- Laura Na Liu, Universität Heidelberg[3]

- Hilke Schlichting, University of California, Los Angeles[4]

- Sabine Storandt, Universität Konstanz[5]
- Nicole Megow, Universität Bremen[6]
- Nina Rohringer, DESY und Universität Hamburg[7]